# Euphorbia austriaca
Euphorbia austriaca es una especie fanerógama perteneciente a la familia Euphorbiaceae.

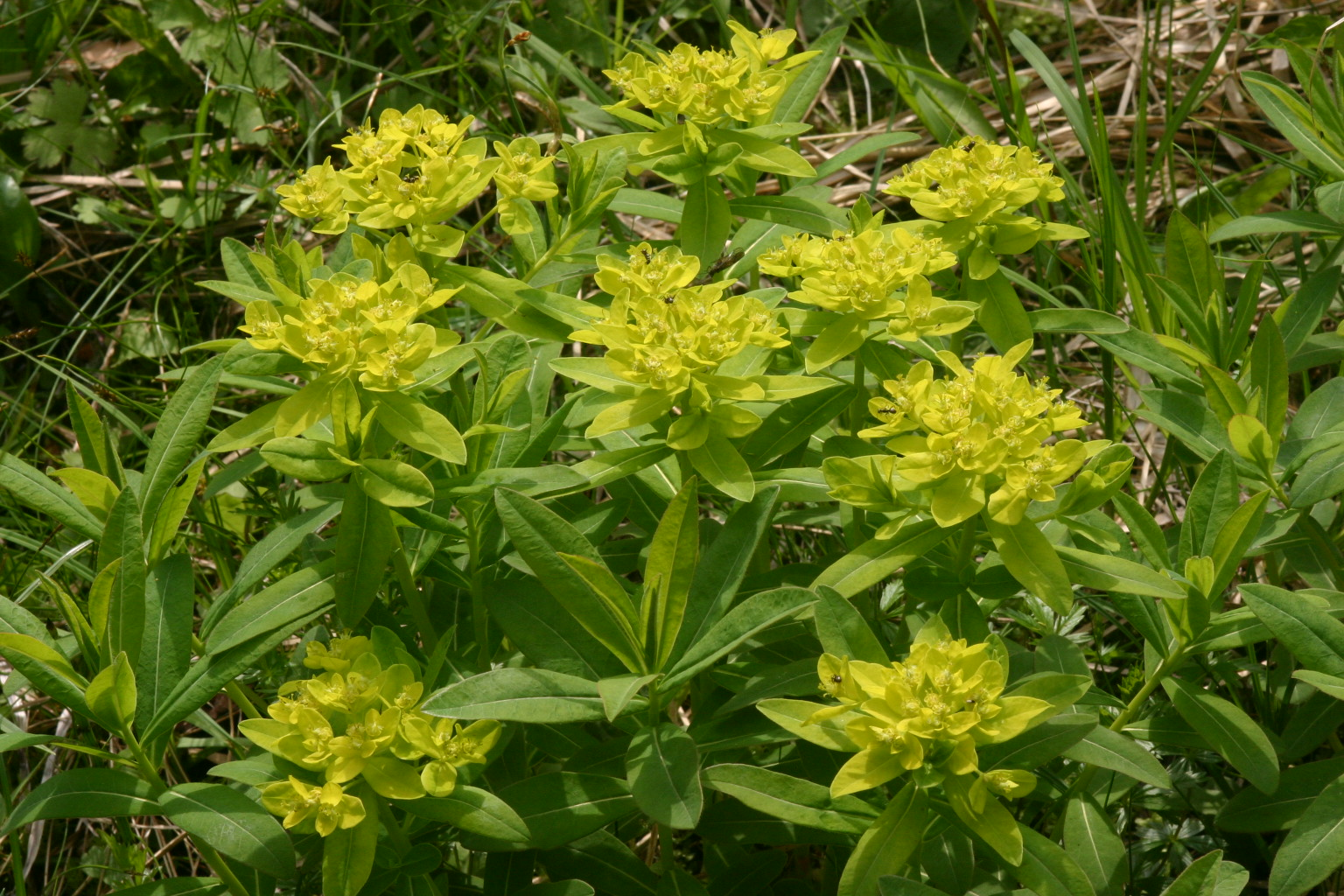
Planta en flor

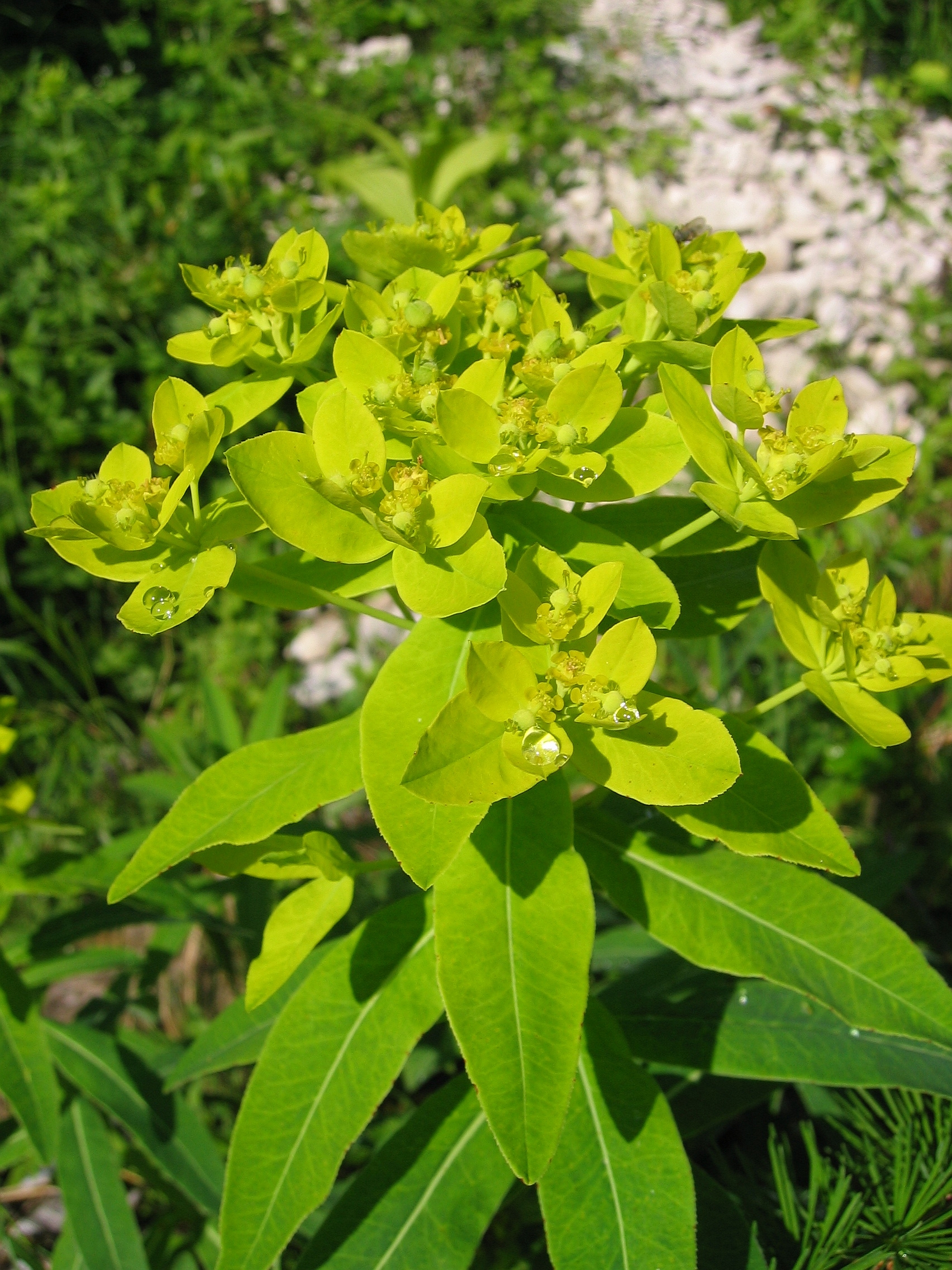
En su hábitat

## Distribución
Es endémica de los Alpes austriacos.

## Descripción
Es una planta herbácea perennifolia que alcanza los 50- 80 cm de altura. Tiene tallos peludos dispersos. Los más poblados se redondean de hojas estrechamente elípticas a ovadas. Miden entre siete y diez centímetros de largo y de 2 a 3,5 cm de ancho. Las inflorescencias en umbelas terminales. La fruta en forma de cápsula. El período de floración se extiende de mayo a julio.

## Taxonomía
Euphorbia austriaca fue descrito por Anton Kerner von Marilaun y publicado en Oesterreichische Botanische Zeitschrift 25: 397. 1875.
Etimología
Euphorbia: nombre genérico que deriva del médico griego del rey Juba II de Mauritania (52 a 50 a. C. - 23), Euphorbus, en su honor – o en alusión a su gran vientre – ya que usaba médicamente Euphorbia resinifera. En 1753 Carlos Linneo asignó el nombre a todo el género.
austriaca: epíteto geográfico que indica su localización en Austria.
Sinonimia
- Euphorbia illirica subsp. illirica (nom. aceptado)
- Euphorbia austriaca A.Kern.
- Euphorbia cantabrica Rouy
- Euphorbia carinthiaca Traunf. ex Boiss.
- Euphorbia cechica Opiz
- Euphorbia costata Schur
- Euphorbia distincta Schur
- Euphorbia distinguenda Schur
- Euphorbia hirsuta Kit. ex Boiss.
- Euphorbia mollis C.C.Gmel.
- Euphorbia multiformis Schur
- Euphorbia pilosa var. austriaca (A.Kern.) Nyman
- Euphorbia pilosa var. longifolia Rouy
- Euphorbia pilosa var. procera (M.Bieb.) Nyman
- Euphorbia pilosa var. reichenbachiana (Willk.) Boiss.
- Euphorbia pilosa var. villosa (Waldst. & Kit. ex Willd.) Nyman
- Euphorbia pilosa subsp. villosa (Waldst. & Kit. ex Willd.) Nyman
- Euphorbia procera M.Bieb.
- Euphorbia procera var. trichocarpa Koch
- Euphorbia procera var. tuberculata Koch
- Euphorbia reichenbachiana Willk.
- Euphorbia subcordata (Klotzsch & Garcke) Schur
- Euphorbia tauricola Prokh.
- Euphorbia villosa Waldst. & Kit. ex Willd. Soó & Vigo
- Galarhoeus procerus (M.Bieb.) Prokh.
- Galarhoeus villosus (Waldst. & Kit. ex Willd.) Prokh.
- Tithymalus austriacus (A.Kern.) Á.Löve & D.Löve
- Tithymalus hirsutus Lam.
- Tithymalus procerus (M.Bieb.) Klotzsch & Garcke
- Tithymalus subcordatus Klotzsch & Garcke
- Tithymalus tauricola (Prokh.) Holub
- Tithymalus villosus (Waldst. & Kit. ex Willd.) Pacher
- Tithymalus villosus var. trichocarpus (Koch) Dostál
- Tithymalus villosus var. tuberculatus (Koch) Dostál
- Tithymalus volhynicus (Besser ex Racib.) Holub[5]